# 1012
► | قرن 10  | << قرن 11  >> | قرن 12  | ◄ 

► | عقد 980  | عقد 990  | عقد 1000  | << عقد 1010  >> | عقد 1020  | عقد 1030  | عقد 1040  | ◄

► | ► | 1008  | 1009  | 1010  | 1011  | << 1012  >> | 1013  | 1014  | 1015  | 1016  | ◄ | ◄
اضغط هنا لمعرفة اليوم الهجري الذي يطابق أول يوم في 1012  | اضغط هنا لمعرفة اليوم الهجري الذي يطابق أخر يوم في 1012  | ابحث عن مواضيع متعلقة بسنة 1012  الأحداث الجارية

## أحداث
- تأسيس حكم طائفة أركش في جنوب الأندلس بعد تفكك الدولة الأموية في الأندلس إثر اندلاع فتنة الأندلس.
- تأسيس حكم طائفة ولبة وجزيرة شلطيش بعد تفكك الدولة الأموية في الأندلس إثر اندلاع فتنة الأندلس.
- بداية حكم بني نجاح لمدينة زبيد باليمن.

## مواليد
- بنديكت التاسع

## وفيات
- أبو عبد الله الحاكم النيسابوري
- ابن جميع الصيداوي
- ابن الفرضي
- سرجيوس الرابع
- يوسف بن يحيى